# Spejlneuron
En spejlneuron er en neuron som signalerer både når et dyr handler - og når dyret observerer den samme handling udøvet af andre dyr.
Viser man fx en hånd blive stukket med en nål, sender spejlneuronerne nerveimpulser til beskuerens hånd og skaber muskelaktivitet. Hånden kan rykke på sig, men selv når den ikke gør, vil hjernen registrere aktiviteten og derved føle med den stukne hånd.